# Конка Казале
Ко̀нка Каза̀ле (на италиански: Conca Casale) е село и община в Централна Италия, провинция Изерния, регион Молизе. Разположено е на 657 m надморска височина. Населението на общината е 218 души (към 2010 г.).